# Johnny Boyd
John „Johnny“ Boyd (* 19. August 1926 in Fresno; † 26. Oktober 2003 ebenda) war ein US-amerikanischer Autorennfahrer.

## Karriere
Johnny Boyd fuhr in den 1950er- und 1960er-Jahren regelmäßig in der US-amerikanischen USAC-Rennserie. Zwischen 1955 und 1966 war er 56 Mal am Start. Obwohl er 31 Mal unter die ersten zehn kam, blieb ihm der ganz große Erfolg verwehrt. Der zweite Rang beim Rennen in Milwaukee 1959 war seine beste Platzierung.
Boyd war ein enger Freund von Bob Sweikert, der ihn zum Rennsport brachte. Zu Boyds erstem Antreten bei den 500 Meilen von Indianapolis 1955 stimmte Sweikert im Training das Rennfahrzeug, einen Kurtis Kraft 500D-Offenhauser, für das Rennen ab.
Sweikert gewann die Indy 500 1955; Boyd schied schon früh nach einer Massenkollision, in die auch Bill Vukovich verwickelt war, aus. Vukovich verunglückte dabei tödlich.
Zwölfmal war Boyd in Indianapolis am Start. 1958 lag er 18 Runden in Führung und beendete das Rennen als Dritter. Da die 500 Meilen von Indianapolis zwischen 1950 und 1960 zur Weltmeisterschaft der Formel 1 gehörten, zählen seine dort in dieser Zeit errungenen Erfolge auch für diese Rennserie.
1967 verpasste Boyd die Qualifikation in Indianapolis und beendete seine Karriere. Er starb 2003, im Alter von 77 Jahren, in seiner Heimatstadt Fresno an Krebs.